# Carpolobia gossweileri
Carpolobia gossweileri là một loài thực vật có hoa trong họ Polygalaceae. Loài này được (Exell) E.M.A.Petit mô tả khoa học đầu tiên năm 1958.